# Unidad Académica de Sistemas Arrecifales
La Unidad Académica de Sistemas Arrecifales (UASA) forma parte del Instituto de Ciencias del Mar y Limnología de la Universidad Nacional Autónoma de México. En esta sede se realizan trabajos de investigación, docencia y divulgación de la ciencia. La Unidad Académica de Sistemas Arrecifales se encuentra en el municipio de Puerto Morelos en el Estado de Quintana Roo.

## Investigación
En la UASA se realiza investigación multidisciplinaria para estudiar diferentes aspectos del arrecife del coral. Se pueden realizar estudios de pregrado (tesis, servicio social, estancias de investigación) , posgrado (maestría, doctorado) e investigación postdoctoral.

### Líneas de investigación
- Cambio climático[2]
- Biodiversidad y Ecología de la conservación[3]
- Procesos celulares y moleculares[4]
- Fotobiología y flujos de carbono del arrecife coralino
- Reconstrucción histórica ambiental

## Servicios
La Unidad Académica de Sistemas Arrecifales cuenta con servicios como:
- Servicio Académico de Monitoreo Meteorológico y Oceanográfico (SAMMO)[5]
- Comisión de visitas guiadas[6] (formada por técnicos académicos) que ofrece visitas guiadas a las instalaciones de la UASA a escuelas públicas y privadas de nivel básico, media, media superior y superior de Puerto Morelos, Playa del Carmen, Ciudad del Carmen, Sisal y Tizimín
- Unidades habitacionales, para alumnos de pregrado y posgrado.